# Malcov
Malcov é um município da Eslováquia, situado no distrito de Bardejov, na região de Prešov. Tem 18,88 km² de área e sua população em 2018 foi estimada em 1.622 habitantes.

## Demografia
| Ano:        | 1994 | 2004   | 2014   | 2024   |
| ----------- | ---- | ------ | ------ | ------ |
| Broj ljudi: | 1385 | 1447   | 1572   | 1608   |
| Razlika:    |      | +4,47% | +8,63% | +2,29% |

| Ano:               | 2023 | 2024   |
| ------------------ | ---- | ------ |
| Número de pessoas: | 1601 | 1608   |
| Diferença:         |      | +0,43% |